# First Responder Bowl 2018
Match précédent Match suivant
Le First Responder Bowl 2018 est un match de football américain de niveau universitaire joué après la saison régulière de 2018, le 26 décembre 2018 au Cotton Bowl de Dallas dans l'État du Texas aux États-Unis. 
Il s'agit de la 9e édition du First Responder Bowl, anciennement connu sous la dénomination Heart of Dallas Bowl ou TicketCity Bowl.
Le match met en présence l’ équipe des Eagles de Boston College issue de la Atlantic Coast Conference et l’équipe des Broncos de Boise State issue de la Mountain West Conference.
Il débute à 13 h 30, heure locale et est retransmis à la télévision par ESPN.
Sponsorisé par la société Servpro (en), le match est officiellement dénommé le 2018 Servpro First Responder Bowl . 

## Présentation du match
| Équipes                                                                           | Conférences | Entraîneurs        | Stats. saison rég. | Classements avant le bowl CFP-AP-Coaches |
| --------------------------------------------------------------------------------- | ----------- | ------------------ | ------------------ | ---------------------------------------- |
| Eagles de Boston College                                                          | ACC         | Steve Addazio (en) | 7 - 5              | NC - NC - NC                             |
| Broncos de Boise State                                                            | MWC         | Bryan Harsin (en)  | 10 - 3             | no 25 - no 23 - no 24                    |
| Arbitre : ? Équipe donnée favorite par les bookmakers : Boise State par 3 points. |             |                    |                    |                                          |

Il s'agit de la 2e rencontre entre ces deux équipes :
| Saison | Vainqueur      | Score   | Perdant | Compétition             |
| ------ | -------------- | ------- | ------- | ----------------------- |
| 2005   | Boston College | 27 - 21 | Boise   | MPC Computers Bowl 2005 |

### Eagles de Boston College
Avec un bilan global en saison régulière de 7 victoires et 5 défaites (4-4 en matchs de conférence), Boston College est éligible et accepte l'invitation pour participer au First Responder Bowl de 2018.
Ils terminent 4e de l'Atlantic Division de l'Atlantic Coast Conference derrière no 2 Clemson, no 17 Syracuse et NC State.
À l'issue de la saison 2018 (bowl non compris), ils n'apparaissent pas dans les classements CFP, AP et Coaches.
Il s'agit de leur première apparition au First Responder Bowl.
| Poste       | Joueur        | Statistiques                                                     |
| ----------- | ------------- | ---------------------------------------------------------------- |
| Quarterback | Anthony Brown | 158/285 passes réussies pour 2121 yards, 20 TDs, 9 interceptions |
| Coureur     | A.J. Dillon   | 227 courses pour 1108 yards nets gagnés et 10 TDs                |
| Receveur    | Kobay White   | 33 réceptions pour 526 yards et 3 TDs                            |

### Broncos de Boise State
Avec un bilan global en saison régulière de 10 victoires et 3 défaites (7-1 en matchs de conférence), Boise State est éligible et accepte l'invitation pour participer au First Responder Bowl de 2018.
Ils terminent 1er de la Mountain Division de la Mountain West Conference.
À l'issue de la saison 2018 (bowl non compris), ils seront classés no 25 au classement CFP, no 23 au classement AP et no 24 au classement Coaches.
Il s'agit de leur première apparition au First Responder Bowl.
| Poste       | Joueur             | Statistiques                                                     |
| ----------- | ------------------ | ---------------------------------------------------------------- |
| Quarterback | Brett Rypien       | 301/447 passes réussies pour 3705 yards, 30 TDs, 7 interceptions |
| Coureur     | Alexander Mattison | 302 courses pour 1415 yards nets gagnés et 17 TDs                |
| Receveur    | Sean Modster       | 68 réceptions pour 978 yards et 8 TDs                            |

## Résumé du match
| QT | Temps       | Drive       | Drive       | Drive       | Équipe      | Description de l'action                                                                                  | Score | Score |
| QT | Temps       | Jeux        | Yards       | TDP         | Équipe      | Description de l'action                                                                                  | BCU   | BOI   |
| --- | ----------- | ----------- | ----------- | ----------- | ----------- | --- | ----- | ----- |
| 1 | 09:41       | 8           | 75          | 02:36       | BCU         | TD à la suite d'une course de 19 yards par RB AJ Dillon + 1 point de conversion par K Colton Lichtenberg | 7     | 0     |
| Le match est arrêté à cause des mauvaises conditions météorologiques alors qu'il restait 5 min 08 sec à jouer dans le premier quart-temps. Il est ensuite annulé après une interruption d'environ 1 h 30, la météo ne s'améliorant pas. |             |             |             |             |             | |       |       |
| Score final | Score final | Score final | Score final | Score final | Score final | Score final                                                                                              | -     | -     |